# Szabó Sándor (muzsikus)
Szabó Sándor (Törökszentmiklós, 1956 –) magyar gitárművész, zeneszerző, zenekutató, hangmérnök. Hangszerei: 6, 8, 10, 12 és 16 húros gitár, koboz, guzheng.

## Áttekintés
1956-ban született Törökszentmiklóson. Tanulmányait klasszikus gitáron kezdte magántanárnál. A hetvenes évek közepétől figyelme a jazz és az improvizáció felé irányult. A nyolcvanas évek elején tanulmányokat folytatott Budapesten a Bartók Béla Zeneművészeti Szakiskola Jazz Tanszakán, mint vendéghallgató. Már akkor érezte, hogy az improvizációt nem egyetlen stílushoz kötve kell tanulnia, hanem magában kell szintetizálnia mindazokat a zenei hatásokat, amikhez fogékonysága, érzékenysége közel engedi és erre építve kell fejlesztenie improvizációs készségét. Kezdettől fogva szinte ösztönösen vonzódott a keleti világ zenéihez, így az ebben való elmélyülés a legjobb táptalajt nyújtotta számára.
A művészt 1980-tól kísérhetjük figyelemmel. Magyarországon elsőként kezdett szólóban modern akusztikus gitárzenét játszani. Mivel az akusztikus gitár mint hangszer semmilyen említésre méltó tradícióval nem rendelkezik a magyar zene kultúrájában, a gitárjáték és komponálás Magyarországon nem vált elismert és megbecsült művészetté. Vidéki származása ugyancsak akadályt jelentett a budapesti miliőbe való beilleszkedéshez. Ezt felismerve minden energiáját a külföldi jelenlétre összpontosította és ennek eredményeként külföldön hívta fel magára a figyelmet különböző kultúrák húros hangszereinek technikáját ötvöző gitározásával, modern darabjaival és mély szellemiségével. Lemezei Angliában, az Egyesült Államokban, Németországban jelentek meg. A hazai kiadványokon a SzaMaBa Trió immár 4 lemezből álló sorozatán, valamint számos szóló kiadványon hallható játéka.

### 1980–1996
1980-ban Major Balázs ütőssel létrehozta a Szabó-Major duót. Néhány év alatt szinte minden hazai zenei klubban felléptek. 1988-ban megjelent első albumuk az angol LEO Records kiadásában. Szabó Sándor a nyolcvanas években gyakran hívott meg Magyarországra külföldi muzsikusokat. Ezek eredményeként számos országos koncert körúton vettek részt és hangfelvételek is maradtak utánuk. Az első jelentősebb együttműködése Gilbert Isbin belga gitárossal volt. Ezt a periódist egy az angol HWYL Records által kiadott hanglemez is fémjelzi. Készült egy trió album Major Balázzsal kiegészülve a brüsszeli BRT stúdióban mely 14 évvel később jelent meg Constellation címmel. Ezt követően a ciprusi származású görög Andreas Georgiou gitárossal léptek fel duóban egy koncertturné keretében, azonban ebből az együttműködésből kiadott hangfelvétel nem készült. A kilencvenes évek elején került kapcsolatba Massimo De Mattia olasz fuvolistával. A SzaMaBa Trió Hypnos című CD-jén hallható közös játékuk.
Pályafutásának egyik legjelentősebb periódusa volt a 80-as évek közepétől mintegy tíz éven át működő SzaMaBa trió, melynek alapító tagja volt. A trió kezdetben csupán alkalmi társulásként adott pár koncertet. Az első együttesben a zenekarvezető Szabó Sándor mellett Bagi László gitáros szerepelt, és Major Balázs játszott ütőshangszereken. Ezzel párhuzamosan megalakították a Alföldi Szabadzene Alkotóműhelye nevű gitártriót, ahol Szabó és Bagi mellé Bakondi András gitáros került az együttesbe. Egy évvel később Major Balázs csatlakozásával a két, kissé más irányba tartó project egyesült. Az Alföldi Szabadzene Alkotóműhelyének játékát több kompozícióban őrzi a Sanctified Land és az Anima című album.
Mintegy két évi működés után Bakondi András kivált az együttesből, a trió azonban eredeti felállásában együtt maradt és nevük kezdőbetűi után felvették a SzaMaBa nevet. 1993-ra az egyik legsikeresebb koncertező együttes lett, szinte minden hazai fesztiválon szerepeltek. Vendégmuzsikusokkal kiegészülve a trió 3 lemezt készített a Tandem Records kiadásában. Az együttesről a Tatai Jazz Táborban készült egy élő koncert felvétel is, melyet a Pannon Jazz 2005-ben adott ki. Az együttes a magyarországi kulturális leépülésnek köszönhetően egyre kevesebb meghívást kapott ezért 1996-ban szétvált. Azóta Szabó Sándor saját szólókarrierjét folytatja.

### 1996–2010
Zenéje kiteljesedett a SzaMaBa feloszlása óta. Összetettebb és mélyebb lett, ugyanakkor egy magasabb fokú belső rendezettséggel. Igyekszik kihasználni a szólógitározás teljes potenciálját. Muzsikájában, a klasszikus kompozíciós módok, a keleti makám elv és előadásmód, a modern jazz-ből hozott improvizáció mind megtalálható. Az évek alatt kialakult sajátos, időnként meditatív, finoman részletező dallamvilága, a diatónikus és atonális világ között lebegő, azokat átszövő harmóniavilága.
Zenéje nehezen sorolható be egy egy kategóriába. A klasszikus gitár polifóniáját, a modern akusztikus gitárjáték technikáját és a keleti zenék díszítésmódját ötvözte egybe. Mindehhez párosul a jazzből örökölt improvizációs készsége. Ezt mutatja a három a német Acoustic Music Recordsnál kiadott szólóalbuma: az Alexandria és a Gaia and Aries valamint a Dreams Within Dreams.
Ennek köszönhetően Szabó Sándor az akusztikus gitár mára elismert nemzetközi hírnevű előadója lett. 1998 óta szinte bejárta az egész világot, koncertezett Japánban, Koreában, Indiában, Kanadában, Közép-Ázsiában, az Egyesült Államokban és persze Európában szinte mindenhol fellépett már. Szóló koncertjei mellett egyre gyakrabban játszik különféle duó, trió és kvartett formációkban is.
A kilencvenes években behatóan tanulmányozta a digitális effektprocesszorokban és az elektromos gitárban rejlő, eddig ki nem használt lehetőségeket és az elektromos gitár tiszta hangzásának újraformálásával kidolgozott egy általa AmbiMorph-nak nevezett új hangzást. Ez a hangzás hallható az Echolocation I. című albumán. A pszichokinetikus hangi érzékelésben tett kalandozásaira és felfedezéseire alapozva 1998 tavaszán a Brit Kortárszenei Fesztiválon előremutató és izgalmas zenei kísérleteket mutatott be az általa létrehozott AmbiMorph hangzással. Azóta ezt a muzsikát több külföldi fesztiválon is bemutatta.
Szinte ezzel egy időben komponált egy 6 tételes elektronikus zenei kompozíciót Krizbai Sándor 6 részből álló zenélő festményéhez (1998 Hangrelief, Merlin Színház, Budapest). A Vácz Voczem Video Laboratórium /3vLab/ 1998 októberi kiállításán mutatta be Lélektakarók című kompozícióit eddig sohasem hallott hangzásokkal. A darabok elektromos gitárral és digitális effektprocesszorokban általa szerkesztett komplikált algoritmusok segítségével készültek.
2002-ben tagja lett az amerikai Georgian Contemporary Unit nevű kortárszenei együttesnek, tagjai a Georgia állambeli Athens és Atlantai kortárs muzsikusokból állt össze. 2009-ben megalakította a Fractal Strings nevű együttest (Michael Manring (USA)...basszusgitár, Claus Boesser Ferrari (Németország)...gitár, Major Balázs..dob és ütősök, Szabó Sándor...elektromos and akusztikus gitár, guzheng, 24 húros koboz) közreműködésével. Ebben az együttesben minden addigi zenei hatást szintetizált. Keletet nyugattal, az akusztikusat az elektromossal.
Az elmúlt évek egyik legjelentősebb zenei vállalkozása volt a Fractal Strings project. Egy multimédiás produkció, melynek látványa fraktálokon alapuló vizualizáción, hangzása pedig 6 csatornás surround hangrendszeren alapul. A vizualizációt Megyeri László készítette.

### 2010-
Az elmúlt években nagyon termékeny módon teljesedett ki Szabó Sándor zenéje. Számos duó és trió formációban játszik és készít felvételt. Ennek eredményeként látott napvilágot számos új album, melyekben ismert gitárosokkal játszik együtt. Lemezeinek duó sorozata a belga gitáros/komponista Veronique Gillet közös, a német Wonderland kiadónál megjelent albumával kezdődött.
Ezt követte Kevin Kastning amerikai gitáros/komponistával kiadott 5 albuma, majd Michael Manringgal készült egy új album a német Acoustic Music Records kiadásában. Ugyancsak új duó album az Olaszországban megjelent lemez Edoardo Bignozzival. Készült egy hazai kiadású CD Heidrich Rolanddal is, melynek fele szóló, másik fele duó felvételeket tartalmaz. További duó albumok kerültek kiadásra, Ralf Gauck német akusztikus basszusgitárossal, Dean Magraw amerikai gitárossal és Alf Wilhelm Kundberg Archiválva 2021. május 7-i dátummal a Wayback Machine-ben norvég gitárossal. Készültek még duó felvételek Claus Boesser-Ferrarival, Fernando Freitezzel, ezek jelenleg még kiadásra várnak.
A 2010-ben megjelent Modern Magyar Makám című albuma mérföldkőnek számít a zenei pályafutásában, ugyanis ebben az albumban foglalta össze minden keleti zenével kapcsolatos kutatásait, új elgondolásait, és ami oly tipikus, ismét külföldön hozott számára elismerést és sikert.
Fontos megemlíteni a massachusettsi Kevin Kastninggel 2006 óta tartó barátságát és művészi együttműködését. Ezidáig 7 albumot készítettek együtt, melyekről az amerikai szaksajtó az Acoustic Guitar azt írja, hogy napjaink legmélyebb és legelőremutatóbb akusztikus gitárzenéi. Több tekintetben is jól összeillenek: mindketten fanatikus hívei a sokhúros gitároknak, nagyon könnyedén játszanak, improvizálnak együtt és a zenéről is hasonlóan gondolkodnak. Jelenleg egy zeneileg és hangzásilag is minden bizonnyal majd mérföldkőnek számító albumon dolgoznak, ahol lant, valamint 16-36 húros gitárok lesznek a főszereplők.
Fontos momentum zenei pályafutásában a Magyar Gitár Rapszódia. A darab eredete évekkel korábbra nyúlik vissza, amikor egy spanyol gitárfesztiválra kapott meghívást, ahol magyar népdalok modern feldolgozásait adta elő. Hatalmas sikert aratott és ez bátorította, hogy írjon egy tisztán magyar zenéből készült gitárdarabot, mely klasszikus gitáron eljátszható. 2010 elejére elkészült a 24 ismert magyar népdalból komponált Magyar Gitár Rapszódia, egy hosszú, 4 tételes mű - az első magyar zenéből épülő gitármuzsika. Ennek felvételei 2011-ben kerültek kiadásra.

## A zenekutató
Az elmúlt évtizedekben rendszeresen gyűjtött zenéket és zenei tárgyú anyagokat Közép-Ázsiából és távol-keletről azzal a céllal, hogy összevesse a magyar népzene és a keleti hangszeres zenék hasonlóságait, történelmi és földrajzi kapcsolódását. Ennek a több évtizedes kutatásnak eredményeként indította el az ősi magyar zenék felidézésére készített honlapját, a Modern Magyar Makám oldalt. A honlappal párhuzamosan egy albumnyi felvételen örökítette meg az ősi magyar hangszeres darabok egy újrateremtett, egy újra felidézett lehetséges formáját. A honlapon a feltételezett makám történetéről, szerkezetéről lehet olvasni, valamint meghallgatható zenedarabok is találhatók a honlapon. Muzikológusi törekvéseit és kutatási eredményeit ázsiai és távol-keleti zenei szakemberek is elismeréssel fogadták, melynek eredményeként 2013-ban meghívták Közép- Ázsiába a szamarkandi Sharq Taronalari fesztiválon megtartott nemzetközi keleti zenei konferenciára, ahol bemutatta kutatásának eredményeit, melyet élő zenével illusztrált. 2010-ben jelent meg könyve "A zene metafizikája" címmel a Püski Kiadó gondozásában.

## A sokhúros különleges gitárok mestere
1982-ben Bittermann Ödön gitárkészítőtől rendelt egy 10 és egy 16 húros gitárt, mely megváltoztatta minden korábbi gitárral kapcsolatos elgondolását és persze a zenéjét is. Felismerte a 6 húros gitárban rejlő kompromisszumot, a kényelem, a játszhatóság és a hangolásból adódó korlátok között. Ettől kezdve elkezdte felfedezni, a sokhúros gitárok hangolásában rejlő lehetőségeket és felkutatni a rajta játszható zenék határait. A zenéjéhez a 16 húros gitárjai bizonyultak igazán megfelelő hangszernek és ezzel is feltűnést keltett. Több 16 húros gitár készült számára Turcsák Tibor és Romanek Tihamér által. Romanek Tihamér hangszerkészítővel közös együttműködésük eredményeként a számos 8 és 16 húros gitárokon túl egy 2 nyakú 24 húros koboz készült a Modern Magyar Makám CD-hez. A hangszer hallható a Modern Magyar Makám honlapon is. A különleges gitárjainak sorába tartozik a 8 húros bund-nélküli gitár és a hosszabb húrtávolságú 6 és 12 húros baritongitárok. Tihamér készített egy 16 húros különleges kivitelű lantot is számára. Az utóbbi években megtanult játszani a guzheng nevű 21 húros kínai citerán is, mely egyre gyakrabban szerepel felvételein és koncertjein.

## A zeneszerző gitáros
Saját bevallása szerint a zene mindig jobban érdekelte mint a gitározás vagy maga a gitár, ezért művészetét meghatározó nagy példaképei nem annyira a gitár világából valók, mint inkább a nagy komponisták közül. Igyekezett minél többféle zenét megismerni így nyitottsága más kultúrák zenéire is kiterjedt. Újszerű, sokhúros (12-16 húros) gitárokon megszólaló darabokat kezdett írni, melyek eltérnek a megszokott gitárszerűségtől és így gyökeresen különböznek a gitártól megszokott zenéktől. A keleti zene iránti érdeklődése és vonzódása következtében így kompozícióinak egyik része a nyugati kortárs zenékhez áll közelebb, míg másik része az ázsiai makámokkal és a távol-keleti zenékkel mutat rokonságot. A gondolkodására Hamvas Béla életműve és szellemi öröksége gyakorolt nagy hatást.
Különösen a misztikus intuíció gondolata foglalkoztatja, amiben a világ megismerésének egyik szintje az intuícióban és meditációban való alkotás. Ezért az improvizációt tekinti a legmélyebbre nyúló alkotásmódnak. Minden kompozíciója improvizáción alapul. A zeneszerzés számára egyet jelent az improvizálással. Az ihlet által a világ rejtett mélységei tárulnak fel. Muzsikája a világnak egy láthatatlan, de érzékelhető kiterjedésének a kivetítése. Zenei szöveteiben az ősi és a modern egyszerre jelenik meg. Ideálja, egy időkön túli, ősi forrásokból táplálkozó komplex zeneiség, a hangok és a csend közös természetében rejlő világ. Zenéjének aktualitását a távol-keleti kultúrák expanziója, az emberek agyonismételt konzumtermékektől való csömöre, ugyanakkor a misztikába, ezotériába való menekülése váltotta ki újra. Bárhol is lép fel, koncertjei szinte szertartásszerűen zajlanak, különös szakrális hangulatot árasztó zenéje mintegy szellemi beavatást kínálva valóban kiemeli a hallgatót a való világból egy órára.
Pályája az örök átjárók keresése a különböző kultúrák és az emberi gondolkodások szakadékai között, valahol itt Közép-Európában, éppen itt és most, egy hanyatló materiális kultúra végén és egy új spirituális kultúra kezdetén. Szabó Sándor felfedező alkatú muzsikus, a hangszer hangzó lehetőségeinek és a rajta játszható zene határainak szüntelen kutatója is. A kilencvenes években behatóan tanulmányozta a digitális effektprocesszorokban és az elektromos gitárban rejlő, eddig ki nem használt lehetőségeket és az elektromos gitár tiszta hangzásának újraformálásával kidolgozott egy általa AmbiMorph-nak nevezett új hangzást.
Ez a hangzás hallható az Echolocation I. című albumán. Az pszichokinetikus hangi érzékelésben tett kalandozásaira és felfedezéseire alapozva 1998 tavaszán a Brit Kortárszenei Fesztiválon előremutató és izgalmas zenei kísérleteket mutatott be az általa létrehozott AmbiMorph hangzással. Azóta ezt a muzsikát több külföldi fesztiválon is bemutatta.
Szinte ezzel egy időben komponált egy 6 tételes elektronikus zenei kompozíciót Krizbai Sándor 6 részből álló zenélő festményéhez. A Vácz Voczem Video Laboratórium/3vLab/ 1998 októberi kiállításán mutatta be Lélektakarók című kompozícióit eddig sohasem hallott hangzásokkal. A darabok elektromos gitárral és digitális effektprocesszorokban általa szerkesztett komplikált algoritmusok segítségével készültek.
2002-ben tagja lett az amerikai Georgian Contemporary Unit nevű kortárszenei együttesnek, amelyben éves rendszerességgel működik közre. 2009-ben megalakította a Fractal Strings nevű együttest Michael Manring amerikai basszusgitáros, Claus Boesser Ferrari német gitáros és Major Balázs dobos, ütőhangszeres közreműködésével. Ebben az együttesben minden addigi zenei hatást szintetizált, a keletet nyugattal, az akusztikusat az elektromossal.
Az elmúlt évek egyik legkülönlegesebb zenei vállalkozása volt a Fractal Strings project. Egy multimédiás produkció mely fraktálokon alapuló vizualizáción és 6 csatornás surround hangzáson alapul. A koncert a Millenárison került megrendezésre nagy sikerrel, ahol jó nevű muzsikusokkal közösen hangzott el a koncert. (Michael Manring...basszusgitár, Claus Boesser Ferrari...gitár, Major Balázs..dob és ütősök, Szabó Sándor...elektromos és akusztikus gitár, guzheng, 24 húros koboz). A vizualizációt Megyeri László készítette.
Romanek Tihamér hangszerkészítővel közös együttműködésük eredményeként a számos 8 és 16 húros gitárokon túl egy különleges 2 nyakú 24 húros koboz is készült számára a Modern Magyar Makám projecthez. A hangszer a Modern Magyar Makám honlapon hallható.

## A hangmérnök
A zeneszerzés és a komponálás mellett egy rendkívül igényesen berendezett hangstúdiót is vezet, melyben a legjobb minőségű eszközökkel készít hangfelvételeket. Referencia értékűek a német Acoustic Music Records és az amerikai GreyDisc számára készített a munkái, valamint saját kiadású szóló és duó felvételei. Hangmérnöki munkáját dicséri, hogy külföldi muzsikusok keresik fel stúdióját hangfelvételre és masteringre. A stúdiójában azonban nemcsak új felvételek hanem hangrestaurációk is készülnek.

## A szervező
2002 óta egyik szervezője a hazánkban évente rendezett Nemzetközi Akusztikusgitár Fesztiváloknak. Évente májusban rendezik meg a 10-12 koncertből álló magyarországi koncertsorozatot, melyen minden évben 3 külföldi akusztikus gitáros mutatkozik be.

## Külső hivatkozások
- Hivatalos weboldal
- YouTube csatornája
- Modern Magyar Makám
- Nemzetközi Akusztikusgitár Fesztivál
- Gitárhangtechnika Archiválva 2013. augusztus 25-i dátummal a Wayback Machine-ben
- A zene metafizikája könyv a Püski Kiadó honlapján